# Google Chrome Experiments
Google Chrome Experiments是一個用來展示Google Chrome上的实验性以及交互式網頁的平台。Google Chrome Experiments于2009年3月1日上線。最初該平台只是用於测试JavaScript以及Google Chrome浏览器的性能。後來該平台開始展示新技術，例如JavaScript、HTML5、WebGL、Canvas 、 SVG、CSS和其他技术。Google Chrome Experiments上的所有網頁和项目皆是用户自行提交，并通過开源技术制作。截至2015年2月24日，該平台上共有1,000个Chrome創意網頁和項目。